# Zorana Arunović
Zorana Arunović (serb. Зорана Аруновић; ur. 22 listopada 1986 r. w Belgradzie) – serbska strzelczyni specjalizująca się w strzelaniu z pistoletu, mistrzyni olimpijska, dwukrotna mistrzyni świata, ośmiokrotna mistrzyni Europy, dwukrotna srebrna medalistka igrzysk europejskich, srebrna medalistka uniwersjady, uczestniczka Letnich Igrzysk Olimpijskich 2012, 2016, 2020 i 2024.
Jej ojciec, Dragoslav, jest doktorem na wydziale sportu Uniwersytetu w Belgradzie, zaś matka – ekonomistką. Jej siostra, Jelena, również zajmowała się strzelectwem, a obecnie jest trenerem tego sportu.

## Igrzyska olimpijskie
| Igrzyska | Miejscowość    | Konkurencja                 | Kwalifikacje | Kwalifikacje | Finał                   | Finał                   |
| Igrzyska | Miejscowość    | Konkurencja                 | Wynik        | Pozycja      | Wynik                   | Pozycja                 |
| -------- | -------------- | --------------------------- | ------------ | ------------ | ----------------------- | ----------------------- |
| IO 2012  | Londyn         | Pistolet pneumatyczny, 10 m | 385          | 5. Q         | 483,5                   | 7.                      |
| IO 2012  | Londyn         | Pistolet sportowy, 25 m     | 583          | 8. Q         | 787,3                   | 4.                      |
| IO 2016  | Rio de Janeiro | Pistolet pneumatyczny, 10 m | 382          | 11.          | Nie zakwalifikowała się | Nie zakwalifikowała się |
| IO 2016  | Rio de Janeiro | Pistolet sportowy, 25 m     | 576          | 19.          | Nie zakwalifikowała się | Nie zakwalifikowała się |